# Assam Regiment
Assam Regiment är ett infanteriregemente i den indiska armén. Bör inte förväxlas med Assam Rifles, en av Indiens centrala paramilitära styrkor.

## Historia
Regementet bildades 1941 av personal som rekryterades i Assam. Det deltog i striderna i Burma under andra världskriget. Efter Indiens självständighet stred regementet i indisk-pakistanska kriget 1971. Två bataljoner tillhörde de indiska fredsbevarande styrkorna på Sri Lanka 1988 och en bataljon var i FN-tjänst i Kambodja 1993.

## Etnisk sammansättning
Regementet rekryterar sin personal bland nagas och mizos samt stamfolk från Arunachal Pradesh och andra delar av nordöstra Iniden. I två bataljoner finns dogras, garhwalis, gurkhas och sydindiska kaster.

## Organisation

### Reguljära bataljoner
- 1st Battalion
- 2nd Battalion
- 3rd Battalion
- 4th Battalion
- 5th Battalion
- 6th Battalion
- 7th Battalion
- 8th Battalion
- 9th Battalion
- 10th Battalion
- 12th Battalion
- 14th Battalion
- 15th Battalion
- 16th Battalion
- 17th Battalion

### Rashtriya Rifles
- 35th Rashtriya Rifles (Assam)
- 42nd Rashtriya Rifles (Assam)
- 59th Rashtriya Rifles (Assam)

### Arunachal Scouts
- 1st Arunachal Scouts
- 2nd Arunachal Scouts

### Territorialbataljoner
- 119 Infantry Battalion (T.A) Assam
- 165 Infantry Battalion (T.A) Assam
- 166 Infantry Battalion (T.A) Assam

## Bildgalleri

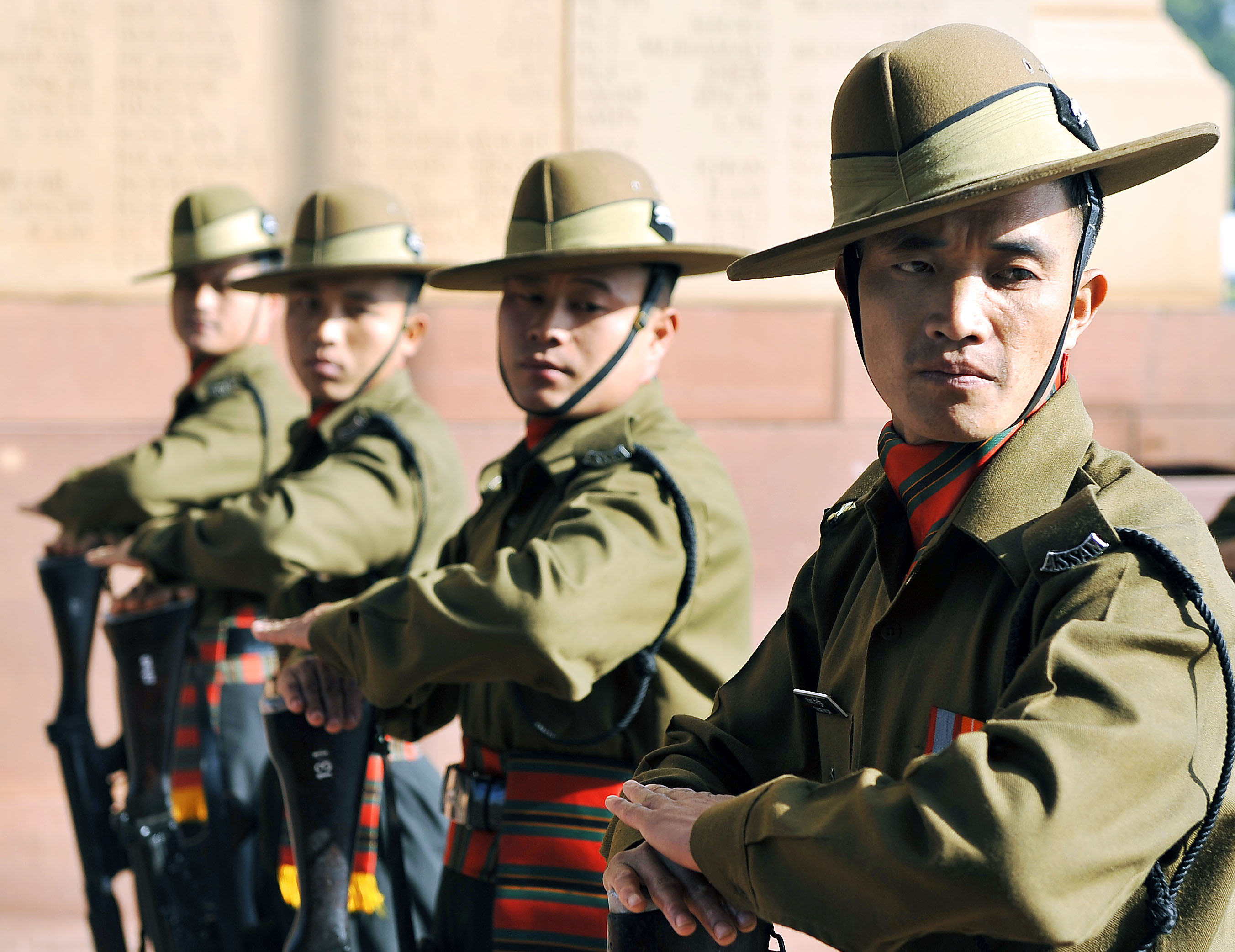
Soldater från Assam Regiment vid sorgeparad
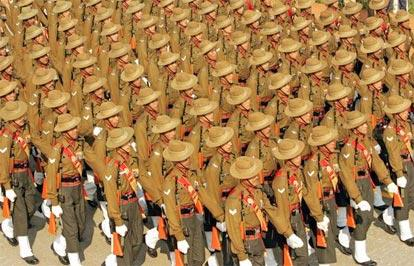
Paradtrupp från Assam Regiment